# Бюхман, Георг
Гео́рг Бю́хман (нем. Georg Büchmann; 4 января 1822, Берлин, Пруссия — 24 февраля 1884, Берлин, Германия) — немецкий филолог и лексикограф.

## Биография
Изучал языкознание, богословие и археологию в Берлине под руководством Филиппа Августа Бёка и Теодора Панофки. Затем работал домашним учителем в Варшаве (попутно изучая польский язык) и в 1845 г. защитил в Эрлангенском университете диссертацию «Характеристические различия между германской и славянской языковыми семьями» (нем. Die charakteristischen Differenzen zwischen den germanischen und slawischen Sprachstämmen). В дальнейшем преподавал в гимназиях в Берлине и Бранденбурге.
Преимущественно известен своей работой по собиранию и комментированию популярных цитат, вылившейся в 1864 г. в появление компендиума разнообразных широко распространённых речений, получившего название «Крылатые слова» (нем. Geflügelte Worte) и подзаголовок «Цитатная сокровищница немецкого народа». Наряду с немецкими по происхождению цитатами и множеством библейских цитат в сборнике Бюхмана были представлены и «крылатые слова» иноязычного происхождения; раздел «Из русских писателей» состоит из одной страницы и включает изобретённое И. С. Тургеневым слово «нигилист». Уже при жизни Бюхмана этот труд выдержал множество переизданий, а взятое для него название широко распространилось не только в немецком, но и в других языках.